# ФК Намюр
Футболен клуб Намюр е професионален отбор, играещ в третия ешелон на Белгийската футболна лига.

## Треньорски състав
Старши треньор
- Паскал Бейрамян

Пом. треньор
- Винсан Пингьо

На вратарите
- Лаурън Демиет

Кондиционен:
- Франсен Ингмаартал

## Галерия
- Логото на Намюр Спорт. Първото лого на клуба
- Стадион „Стад Комунал Намюр“